# 貝の花貝塚
座標: 北緯35度48分50.0秒 東経139度56分25.9秒 / 北緯35.813889度 東経139.940528度
貝の花貝塚（かいのはなかいづか）は、千葉県松戸市小金原にある縄文時代中期から晩期にかけての貝塚・環状集落。

## 概要
江戸川左岸、坂川流域の台地上標高約15メートルの台地上にある東西87メートル×南北80メートル、幅15-17メートルの馬蹄型貝塚である。
1930年（昭和5年）に大山柏によって最初の発掘調査が行われたが、本格的な発掘が行われたのは小金原団地建設に伴う1964年（昭和39年）6月27日から翌年にかけての松戸市教育委員会及び東京教育大学による調査であり、その緊急性から貝塚全域の一斉調査となった。
貝塚は中期から後期にかけてはハマグリ・サルボウなど、晩期にはヤマトシジミの貝層が多い。貝層の下から竪穴建物などの遺構も検出されたほか、51体の人骨が発掘され、その中には抜歯が行われたものもあった。また、加曾利式をはじめとする各種土器をはじめ、石器・骨角器・貝器・土偶・土製耳飾・有孔土製円板などが出土され、更にイノシシ・シカ・イルカ・クジラ・スズキ・マダイ・クロダイなどの骨も出土している。縄文時代後期末から晩期にかけては海面の後退によって、付近の汽水化が進行し集落放棄の一因となったと考えられている。日本で初めて貝塚に伴う集落全体の概要が把握できた貝塚であった。
なお、現在は全域が小金原団地の建設に伴って破壊されている。出土品は松戸市立博物館などで保管・展示されている。